# Richard Cunin
Richard Cunin (né le 26 décembre 1942 à Paris) est un chef décorateur et directeur artistique français.
Diplômé de l'école Boulle et de l'ENSAD rue d'Ulm à Paris, il remporte un 7 d'or en 1993 et a été nommé pour un Primetime Emmy Award en 2003 pour la mini-série Napoléon.

## Filmographie
- 1967 : Les Habits noirs (feuilleton)
- 1968 : Sarn (téléfilm)
- 1970 : Lancelot du Lac (téléfilm)
- 1977 : Le Passe-muraille (téléfilm)
- 1979 : La Grâce (téléfilm)
- 1980 : Le Curé de Tours (téléfilm)
- 1988 : La Valise en carton (feuilleton)
- 1993 : Chacun pour toi[3] de Jean-Michel Ribes
- 1994 : La Nuit et le Moment d'Anna Maria Tatò
- 1995 : La Rivière Espérance (mini-série)
- 1998 : Le Comte de Monte-Cristo (mini-série)
- 1999 : Balzac (mini-série)
- 2002 : Napoléon (mini-série)
- 2006 : Alerte à Paris !
- 2007 : Ma fille est innocente (téléfilm)